# Benoît Taurel
Pour les articles homonymes, voir Taurel.
André-Benoît Barreau dit Taurel, né le 6 septembre 1794 à Paris et mort le 21 février 1859 à Amsterdam, est un graveur au burin et à l'eau-forte.

## Biographie
André-Benoît-Barreau Taurel naît le 6 septembre 1794 à Paris. Élève de l'école des Beaux-Arts, il étudie auprès de Guérin et de Bervic.
Il obtient un grand prix de Rome en 1818 sur une Académie gravée, il s'annonce comme un vigoureux buriniste par le Sextus Pompée du Musée Royal, et par les portraits in-8 de Corneille, Molière, La Bruyère et J. B. Rousseau (1824), pour les Classiques de Lefèvre, du Tasse et par diverses planches pour le Plutarque de Dubois. Mais en 1828 il quitte la France, nommé par le roi de Hollande directeur de la gravure à l'Académie des Beaux-Arts d'Amsterdam, fonction qu'il exerce jusqu'à sa mort. Il est correspondant de l'Institut. En Hollande il grave les grands portraits de Guillaume Ier et de la reine Sophie, d'après Pienemann, de Guillaume II et de Guillaume III d'après Kruseman, du tsar Nicolas, d'après Kruger et de la grande-duchesse Anna-Paulowna d'après Van der Hulst.
À Paris, il est le maître du jeune Luigi Calamatta qui vient d'Italie, et aussi de Johannes de Mare, venu d'Amsterdam. Il expose au Salon entre 1844 et 1854.
Il épouse la fille du peintre Charles Thévenin, le directeur de l'Académie de France à Rome et conservateur du Cabinet des Estampes.
Il est le père d'André Symphorien Barreau Taurel et d'Édouard Taurel. 
Benoît Taurel meurt le 21 février 1859 à Amsterdam.